# 名古屋貯蓄銀行
名古屋貯蓄銀行（なごやちょちくぎんこう）は、明治期から大正期にかけて貯蓄預金業務を行っていた銀行。
1893年（明治26年）に、名古屋銀行（東海銀行の前身の一つ）の貯蓄預金業務を引き継いで設立。初代頭取は名古屋銀行頭取の滝兵右衛門。資本金は5万円（払込済1万2500円）。貯蓄預金業務は名古屋銀行の支店が同行の支店ないしは代理店となって取り扱っており、実質一体の銀行。1928年（昭和3年）に母体の名古屋銀行に合併。

## 合併時の店舗等
- 本店

名古屋市中区栄町3丁目3番地

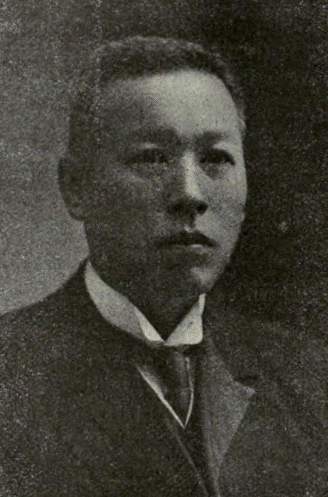
恒川小三郎頭取

- 資本金：60万円（払込済45万円）（合併前に120万円（払込済90万円）から減資）
- 頭取:恒川小三郎（名古屋銀行頭取の兼務）

## 沿革
- 1893年（明治26年）5月25日：設立
- 1893年（明治26年）6月13日：開業
- 1907年（明治40年）6月22日：津島銀行の名古屋銀行への合併に伴い、同行の貯蓄預金業務を引継ぐ
- 1928年（昭和3年）6月30日：名古屋銀行に合併